# Cinco esquinas (novela)
Cinco esquinas es una novela del escritor Mario Vargas Llosa publicada en 2016. El libro retrata la vida en Perú, a mediados de la década de 1990, con una sociedad amenazada por la hipocresía, la ambición, la miseria moral y la violencia, en el que su autor crea un mural de personajes extraídos de diferentes estratos sociales que se ven afectados por el terrorismo de Sendero Luminoso, la prensa amarilla y la corrupción asociada a las altas esferas del poder político durante el gobierno del presidente Alberto Fujimori.
La obra se presentó en la Casa de América de Madrid el día 1 de marzo de 2016, dando así inicio a una serie de actos y homenajes coincidiendo con el 80 cumpleaños de Vargas Llosa y el 60 aniversario de la publicación de su primer cuento («El abuelo», en el diario La Crónica). Fue publicada simultáneamente el 3 de marzo de 2016 en España, Latinoamérica y en Estados Unidos en español por la editorial Alfaguara.

## Título
El nombre Cinco esquinas hace referencia a un barrio limeño del mismo nombre, en la zona de Barrios Altos, a dos cuadras de la Quinta Heeren, que en el pasado fue un área elegante y acomodada de la ciudad en la que se enclavaban las embajadas de Australia, Bélgica, Japón, Francia y Estados Unidos, y que ha venido a menos.
Según explicó Vargas Llosa, durante el primer Foro Internacional del español 2.0, celebrado en Madrid en abril de 2015, comenzó la elaboración de la novela sin haber escogido su título, al contrario de lo que es habitual para él, ya que usualmente el nombre le sirve como guía para la escritura, lo que en definitiva le supuso un mayor trabajo.

## Argumento
La historia comienza con una imagen de dos amigas que una noche, de una manera impensada, viven una relación sexual. Más adelante, el director de un semanario sensacionalista (Rolando Garro), intenta destruir la reputación de un exitoso ingeniero de minas con unas fotos en las que aparece en una situación comprometida. La novela se ambienta en el Perú de la última década del siglo XX, bajo el dominio del presidente Alberto Fujimori y su hombre de confianza Vladimiro Montesinos.